# Kafr Szukr
Kafr Szukr (arab. كفر شكر) – miasto w Egipcie, w muhafazie Al-Kaljubijja. W 2006 roku liczyło 23 390 mieszkańców.